# Melodías de América
Pour plus de détails, voir Fiche technique et Distribution.
Melodías de América est un film argentin de type comédie musicale, réalisé par Eduardo Morera (en) et sorti en 1941. C'est une réponse de l'Argentine au cinéma d'Hollywood, dans le cadre de la Politique de bon voisinage entre les États-Unis et l'Amérique du Sud.

## Synopsis
Un groupe de cinéastes argentins se démène pour réaliser un film sur un thème panaméricain. Ils parviennent à réunir les fonds nécessaires au film, et engagent un célèbre chanteur mexicain pour y jouer. Sur le bateau, il rencontre et tombe amoureux d'une pauvre femme de Buenos Aires. Pendant ce temps, une actrice américaine qui a échoué à Hollywood tente d'obtenir un rôle dans la production.

## Fiche technique
- Titre originial : Melodías de América
- Titre anglais : Melodies of America
- Réalisateur : Eduardo Morera (en)
- Scénario : Francisco Chiarello, Ariel Cortazzo, Conrado de Koller
- Photographie : Mario Pagés
- Musique : Agustín Lara, Rodolfo Sciammarella (es)
- Genre : Comédie, film musical
- Son : mono
- Format : Noir et blanc, 35 mm, rapport de forme : 1.37 : 1, procédé cinématographique sphérique
- Production : San Miguel Films
- Durée : 94 minutes
- Dates de sortie : 1941
  - Argentine : 3 février 1942 (cinéma, Buenos Aires)

## Distribution

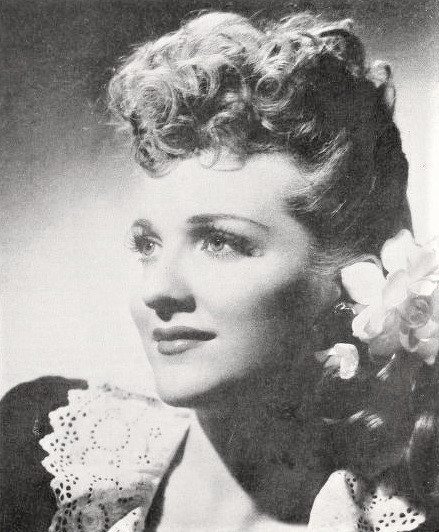
June Marlowe dans les années 1940.

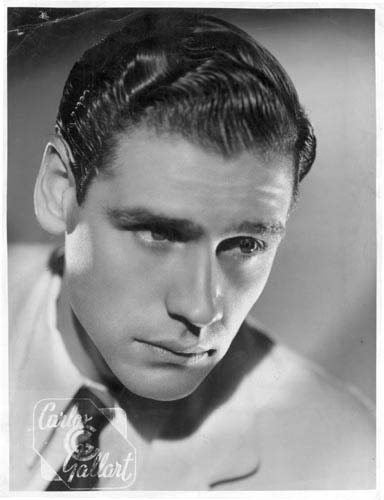
Armando Bó dans les années 1940.

- José Mojica
- Silvana Roth
- June Marlowe
- José Ramirez
- Armando Bó
- Carmen Brown
- Pedro Quartucci
- María Santos
- Bola de Nieve
- Ana María González
- Nelly Omar
- Juan Carlos Altavista
- Rafael Carret